# Мессайех, Теодор
Теодор Мессайех (1837 г., Багдад, Ирак — 8.07.1917 г., Киркук, Ирак) — архиепископ Киркука Халдейской католической церкви c 13 сентября 1904 года по 8 июля 1917 года.

## Биография
Теодор Мессайех родился в 1837 года в городе Багдад, Ирак.
13 сентября 1904 года Римский папа Пий X назначил Теодора Мессайеха архиепископом Киркука. 16 октября 1904 года Теодор Мессайех был рукоположён в епископа патриархом Вавилона Халдейского Иосифом VII Эммануэлем II.
Умер 8 июля 1917 года.